# Sejad Salihović
Sejad Salihović (født 8. oktober 1984 i Zvornik, Jugoslavien) er en bosnisk fodboldspiller (offensiv midtbane). Han spillede frem til 2018 for Hamburger SV i den tyske Bundesliga.
Salihović har spillet hele sin karriere i tysk fodbold, hvor han i år 2000 kom til hovedstadsklubben Hertha BSC Berlin. Her var han først tilknyttet klubbens ungdomshold, inden han i 2004 blev rykket op i seniorrækkerne. Han nåede dog kun at spille fem kampe for klubbens førstehold, som han debuterede for 26. september 2004 i en Bundesligakamp mod Hamburger SV.
I 2006 skiftede Salihović til den daværende 2. Bundesliga-klub Hoffenheim. Her var han med til at rykke op i Bundesligaen i 2008.

## Landshold
Salihović, står (pr. juni 2014) noteret for 42 kampe og fire scoringer for Bosnien-Hercegovinas landshold. Han debuterede for holdet 13. oktober 2007 i en EM-kvalifikationskamp på udebane mod Grækenland. Han var en del af den bosniske trup til VM i 2014 i Brasilien.